# Де Турнем, Ленорман
Шарль Франсуа Поль Ле Норман де Турнем (фр. Charles François Paul Le Normant de Tournehem, 1684—1751) — французский финансист, опекун, возможно, настоящий отец мадам де Помпадур, королевский администратор и синдик. Через свою подопечную, которую познакомил с королём, пользовался большим политическим влиянием.

## Биография
В 1725 году официальный отец Пуассон, которая затем станет известна как мадам де Помпадур, был вынужден покинуть Францию. Опекуном мадам стал де Турнем, который, возможно, и являлся её настоящим отцом.
Он вырастил девушку, дал ей образование и в 1741 году выдал замуж за своего племянника Шарля (фр. Charles-Guillaume Le Normant d'Étiolles), с которым она рассталась в 1745 по настоянию Людовика XV.
В декабре 1745 благодаря влиянию мадам Помпадур на короля он был назначен генеральным директором учреждения, заведовавшего строительством, относящимся к монарху под названием Bâtiments du Roi. Этот пост он сохранил до самой смерти, надзирая за королевскими строительными проектами и заслужив положительные отзывы современников как хороший администратор. Ко времени его директорства относится диспут о рококо и архитектурных излишествах, которые имели как своих сторонников, так и противников. Де Турнем курировал проектирование и строительство здания Шато де Белльвиль (фр. Château de Bellevue), которое король и Помпадур использовали для встреч.
После его смерти Bâtiments du Roi возглавил талантливый брат Помпадур Абель-Франсуа Пуассон (фр. Abel-François Poisson).